# Джэксон (округ, Западная Виргиния)
Округ Джэксон (англ. Jackson County) располагается в США, штате Западная Виргиния. По состоянию на 2010 год, численность населения составляла 29 211 человек. Был основан 1 марта 1831 года, получил своё название в честь седьмого президента США Эндрю Джексона.

## География
По данным Бюро переписи США, общая площадь округа равняется 1220 км², из которых 1200 км² суша и 18 км² или 1,5 % это водоёмы.

### Соседние округа
- Вуд (Западная Виргиния) — север
- Уэрт (Западная Виргиния) — северо-восток
- Рон (Западная Виргиния) — восток
- Канова (Западная Виргиния) — юг
- Патнам (Западная Виргиния) — юго-запад
- Мейсон (Западная Виргиния) — запад
- Мегс (Огайо) — северо-запад

## Демография
По данным переписи населения 2000 года в округе проживает 28 000 жителей в составе 11 061 домашних хозяйств и 8 207 семей. Плотность населения составляет 23 человека на км². На территории округа насчитывается 12 245 жилых строений, при плотности застройки около 10 строений на км². Расовый состав населения: белые — 98,75 %, афроамериканцы — 0,08 %, коренные американцы (индейцы) — 0,21 %, азиаты — 0,23 %, гавайцы — 0,01 %, представители других рас — 0,10 %, представители двух или более рас — 0,62 %. Испаноязычные составляли 0,29 % населения независимо от расы .
В составе 31,90 % из общего числа домашних хозяйств проживают дети в возрасте до 18 лет, 61,60 % домашних хозяйств представляют собой супружеские пары проживающие вместе, 9,40 % домашних хозяйств представляют собой одиноких женщин без супруга, 25,80 % домашних хозяйств не имеют отношения к семьям, 22,70 % домашних хозяйств состоят из одного человека, 10,30 % домашних хозяйств состоят из престарелых (65 лет и старше), проживающих в одиночестве. Средний размер домашнего хозяйства составляет 2,50 человека, и средний размер семьи 2,92 человека.
Возрастной состав округа: 24,10 % моложе 18 лет, 7,90 % от 18 до 24, 27,70 % от 25 до 44, 24,90 % от 45 до 64 и 15,30 % от 65 и старше. Средний возраст жителя округа 39 лет. На каждые 100 женщин приходится 94,80 мужчин. На каждые 100 женщин старше 18 лет приходится 91,40 мужчин.
Средний доход на домохозяйство в округе составлял 32 434 USD, на семью — 38 021 USD. Среднестатистический заработок мужчины был 32 991 USD против 20 253 USD для женщины. Доход на душу населения был 16 205 USD. Около 12,20 % семей и 15,20 % общего населения находились ниже черты бедности, в том числе — 21,60 % молодёжи (тех кому ещё не исполнилось 18 лет) и 9,00 % тех кому было уже больше 65 лет.